# Эрсан, Марк Антуан
Марк Антуан Эрсан (фр. Marc-Antoine Hersan; крещён 31 января 1649, Компьень — 11 октября 1724, там же) — французский священник, писатель

 и поэт, гуманист и учитель Роллена.

## Биография
Марк Антуан Эрсан родился в Компьене. Был профессором сначала гуманитарных наук (1675—1680), а затем риторики (1680—1684) в коллеже Плесси в Париже, с 1685 года возглавлял кафедру ораторского искусства в Парижском университете, несколько раз отклонив предложения стать его ректором; также состоял членом кружка эрудитов в Сен-Жермен-де-Пре. В Париже ему покровительствовал государственный министр маркиз де Лавуа, чьего сына он обучал красноречию. 
В 1686 году был рукоположён в священники. После смерти Лавуа был вынужден, по подозрению в симпатиях к янсенизму, постепенно (с 1694 по 1697 годы) уйти в отставку со всех занимаемых им постов и в 1698 году уехал из Парижа в родной Компьень, где был школьным учителем и дьяконом в церкви, в 1717 году организовал строительство школы для детей бедняков в этом районе. В период «пенсии» написал несколько религиоведческих работ.
Писал стихотворения на латинском языке, получавшие при жизни высокую оценку критиков и напечатанные в «Selecta carmina» Gaullyer (1727). Другие его труды: «Oraison funèbre du chancelier le Tellier» (1688, лат.); «Pensées édifiantes sur la mort» (1722); «Le Cantique de Moïse expliqué selon la rhétorique» (напечатан в «Traité des études» Роллена, который написал также «Eloge d’Hersan»).